# Nototriton lignicola
Espèce
Statut de conservation UICN

 EN  : En danger
Nototriton lignicola est une espèce d'urodèles de la famille des Plethodontidae.

## Répartition
Cette espèce est endémique du Honduras. Elle se rencontre entre 1 760 et 1 829 m d'altitude :
- dans le parc national Montaña de Yoro dans le département de Francisco Morazán ;
- dans le Cerro de En Medio dans le département d'Olancho.

## Étymologie
Le nom spécifique lignicola vient du latin lignum, le bois, et de cola, habitant, en référence à l'habitat de cette espèce, dont les spécimens ont été découverts dans du bois en décomposition.

## Publication originale
- McCranie & Wilson, 1997 : Two new species of salamanders (Caudata: Plethodontidae) of the genera Bolitoglossa and Nototriton from Parque Nacional La Muralla, Honduras. Proceedings of the Biological Society of Washington, vol. 110, p. 366-372 (texte intégral).